# 申 (地支)
申是地支之一，通常當為地支的第九位，其前為未、其後為酉。申月从立秋（公历8月8±1日）当日开始到白露（公历9月8±1日）前一天为止，大致為農曆七月，申時為二十四小時制的15:00至17:00，在方向上指西南偏西。五行裡申代表金，陰陽學說裡申為陽。
申有呻吟之意，因此亦指植物的果實成熟後進入凝固的狀態。在後世，人們為了便於記憶，因此將每一地支順序對應每一生肖，所以申與十二生肖的猴搭配，在二十八宿的對應是觜宿（觜火猴）。

## 含申的干支
- 壬申
- 甲申
- 丙申
- 戊申
- 庚申

## 申猴年的所發生大事
- 1884年：甲申戰爭
- 2004年：印度洋大地震